# Sint-Bavokerk (Ursem)
De Sint-Bavokerk is een rooms-katholieke kerk in de Nederlandse plaats Ursem.
De katholieken van Ursem hoorden eerst bij de parochie van De Goorn. Vanaf 1858 hadden zij een eigen schuurkerk in Ursem. Op 31 december 1861 werd de eigen parochie "Sint-Bavo" opgericht.  Aan het begin van de 20e eeuw groeide het aantal kerkbezoekers dusdanig dat de oude kerk te klein werd.
De huidige kerk werd in 1920-1921 gebouwd. Architect Alexander Kropholler ontwierp een zaalkerk in traditionalistische stijl, met een toren aan de voorzijde. De kerk werd op 22 augustus 1921 geconsacreerd. De gebrandschilderde ramen werden gemaakt door Lou Asperslagh. Het hoofdaltaar werd gemaakt door de Edelsmidse Brom. Het hoofdorgel werd in 1877 gebouwd door Lodewijk Ypma. Muurschilderingen werden rond 1940 aangebracht door Stolhoff de Jong. In 2012-2013 werd het kerkgebouw gerestaureerd.
De kerk wordt nog steeds gebruikt door de parochie Sint-Bavo, die inmiddels wel deel uitmaakt van een samenwerkingsverband met parochies uit naburige gemeenten. Het gebouw is een provinciaal monument.